# Lepanto (1928)
«Лепанто» (італ. Lepanto) був мінним загороджувачем типу «Аціо» ВМС Італії. Корабель перекласифіковали як канонерський човен в 1934 році. Його залишили на захисті інтересів Італії на Далекому сході з 1933 по 1943 рік, коли корабель затопили в Китаї під час Другої світової війни. Пізніше його підняли та відновили Імперським ВМС Японії та прийняли на озброєння як «Окіцу». Використовувався переважно для супроводження конвоїв. Після закінчення війни перейшов Китайській Республіці і прослужив наступні десять років у її флоті. 

## Історія служби

### Служба у ВМС Італії (1927–1943)
Залишався неактивним у Шанхаї з 1940 року, після переходу Італії до союзників «Лепанто» 9 вересня 1943 року його власний екіпаж затопив корабель біля причалу. 

### Служба в Імперських ВМС Японії (1943–1945)
8 листопада 1943 року «Лепанто» був піднятий Першим інженерним департаментом флоту Navy 1st Construction Department (яп. 海軍第一工作部, Kaigun Dai-1 Kōsaku-Bu) . До 1 березня 1944 року ремонт був завершений, і корабель увійшов до складу Імперського флоту Японії та перейменований на «Окіцу» .Його відправили до Mitsubishi Heavy Industries для встановлення озброєння. Процес завершений до 14 травня. 
Починаючи з 5 червня, корабель почав супроводжувати конвої в районі Шанхаю. У квітні наступного року його оснастили радіолокатором на морській базі у Сасебо. 17 липня 1945 року корабель збив три літаки  P-51 Mustangs та один В-25 Мітчелл у Шанхаї. 
15 вересня 1945 року екіпаж здався силам Китайської Республіки, а 30 вересня корабель був виведений з експлуатації. 

### На службі у військово-морському флоті Республіки Китай (1945–1956)
У 1946 році корабель був перейменований на «Сісен Нін» (咸寧 ). Його подальша кар'єра у ВМС Республіки Китай з цього моменту не відзначалась подіями, за винятком евакуації на Тайвань та захоплення британського торгового судна в липні 1950 року. Приблизно 1956 року корабель зняли з експлуатації. 

## Фотографії

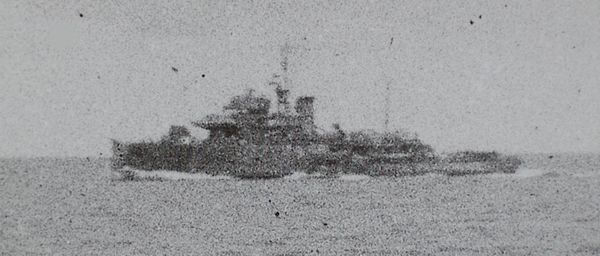
У складі Імперського флоту Японії - «Окіцу» 18 червня 1945 року.
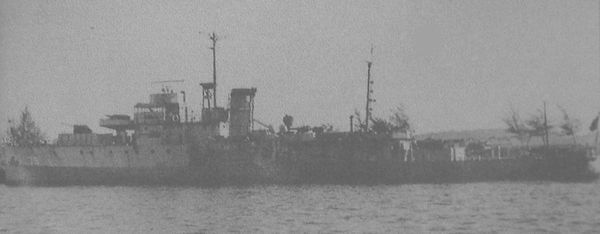
На службі у флоті Китайської Республіки - «Сісен Нін» близько 1956 року.